# Psyrana japonica
Psyrana japonica is een rechtvleugelig insect uit de familie sabelsprinkhanen (Tettigoniidae). De wetenschappelijke naam van deze soort is voor het eerst geldig gepubliceerd in 1930 door Shiraki. Zoals de naam aangeeft, komt deze soort voor in Japan.